# بارسلونس

بارسلونس بر روی نقشه

بارسلونس (به اسپانیایی: Barcelonès) یکی از کومارکاهای کاتالونیا است که به لحاظ اقتصادی اهمیت زیادی دارد. مرکز آن بارسلون، پایتخت کاتالونیا است.